# Eleições estaduais no Rio de Janeiro em 1966
As eleições estaduais no Rio de Janeiro em 1966 ocorreram em duas fases de acordo com o Ato Institucional Número Três e assim a eleição indireta do governador Geremias Fontes e do vice-governador Heli Ribeiro Gomes foi em 3 de setembro e a escolha do senador, Paulo Torres, 21 deputados federais e 62 estaduais aconteceu em 15 de novembro num rito semelhante ao aplicado a todos os 22 estados brasileiros e aos territórios federais do Amapá, Rondônia e Roraima. No Rio de Janeiro, a ARENA teve maioria na eleição para senador, situação inversa à da Guanabara, embora o MDB tenha feito as maiores bancadas proporcionais.
Natural de São Gonçalo, Geremias Fontes foi escrevente e solicitador graduando-se em 1954 pela Universidade Federal Fluminense atuando como advogado e pastor da Igreja Presbiteriana do Brasil em São Gonçalo e Niterói tornando-se assessor da prefeitura de São Gonçalo antes de eleger-se prefeito da cidade pelo PDC em 1958 e deputado federal pelo PTB em 1962, retornando ao PDC onde ficou até ir para a ARENA, legenda da qual tornou-se presidente estadual devido ao Regime Militar de 1964, sendo eleito governador do Rio de Janeiro em 1966.
Para vice-governador foi escolhido o agropecuarista e industrial Heli Ribeiro Gomes, eleito deputado federal em 1958 e 1962 e também egresso do PTB antes de optar pela ARENA.
O pleito senatorial foi decidido em favor de Paulo Torres. Militar nascido em Cantagalo e formado na Escola Militar do Realengo, onde chegou em 1921 a tempo de participar das revoltas tenentistas e da Revolução de 1930, durante a interventoria de Amaral Peixoto foi prefeito de Teresópolis. Durante a Segunda Guerra Mundial participou da campanha da Itália junto à Força Expedicionária Brasileira sendo chefe da Polícia Federal no governo João Café Filho, que o nomeou governador do Acre. Antes da deposição de João Goulart, foi presidente do Clube Militar e Comandante Militar da Amazônia sendo eleito governador pela Assembleia Legislativa do Rio de Janeiro em 1964, renunciando posto no Palácio do Ingá a fim de candidatar-se e vencer a eleição para senador pela ARENA em 1966.

## Resultado da eleição para governador
A eleição aconteceu não obstante a ausência dos 18 deputados estaduais do MDB.
| Candidatos a governador do estado | Candidatos a vice-governador | Número | Coligação             | Votação | Percentual |
| --------------------------------- | ---------------------------- | ------ | --------------------- | ------- | ---------- |
| Geremias Fontes ARENA             | Heli Ribeiro Gomes ARENA     | -      | ARENA (sem coligação) | 36      | 100%       |
| Fontes:                           |                              |        |                       |         |            |

## Resultado das eleições para senador
Os dados a seguir foram obtidos junto ao arquivo do Tribunal Superior Eleitoral.
| Candidatos a senador da República | Candidatos a suplente de senador | Número | Coligação             | Votação | Percentual |
| --------------------------------- | -------------------------------- | ------ | --------------------- | ------- | ---------- |
| Paulo Torres ARENA                | Cordolino Ambrósio ARENA         | -      | ARENA (sem coligação) | 394.685 | 53,06%     |
| Augusto de Gregório MDB           | Moacir Azevedo MDB               | -      | MDB (sem coligação)   | 349.193 | 46,94%     |
| Fontes:                           |                                  |        |                       |         |            |

## Deputados federais eleitos
São relacionados os candidatos eleitos com informações complementares da Câmara dos Deputados.

Representação eleita
  MDB: 11
  ARENA: 10

Fonteː
| Deputados federais eleitos | Partido | Votação | Percentual | Cidade onde nasceu     | Unidade federativa |
| Amaral Peixoto             | MDB     | 49.414  | 5,24%      | Rio de Janeiro         | Rio de Janeiro     |
| Júlia Steinbruch           | MDB     | 44.050  | 4,67%      | Rio de Janeiro         | Rio de Janeiro     |
| Getúlio de Moura           | MDB     | 30.086  | 3,19%      | Itaguaí                | Rio de Janeiro     |
| Rozendo de Souza           | ARENA   | 29.152  | 3,09%      | Lavras                 | Minas Gerais       |
| Luís Braz                  | ARENA   | 28.736  | 3,05%      | Itaocara               | Rio de Janeiro     |
| Raimundo Padilha           | ARENA   | 26.753  | 2,84%      | Fortaleza              | Ceará              |
| Paulo Biar                 | ARENA   | 24.862  | 2,64%      | Rio de Janeiro         | Rio de Janeiro     |
| Afonso Celso               | MDB     | 23.944  | 2,54%      | Campos dos Goytacazes  | Rio de Janeiro     |
| Daso Coimbra               | ARENA   | 23.143  | 2,46%      | Rio de Janeiro         | Rio de Janeiro     |
| Adolfo Oliveira            | MDB     | 21.701  | 2,30%      | Petrópolis             | Rio de Janeiro     |
| José Sally                 | ARENA   | 21.590  | 2,29%      | Itaocara               | Rio de Janeiro     |
| Mário de Abreu             | ARENA   | 19.493  | 2,07%      | Rio de Janeiro         | Rio de Janeiro     |
| Dayl de Almeida            | ARENA   | 18.851  | 2,00%      | Rio de Janeiro         | Rio de Janeiro     |
| Altair Lima                | MDB     | 18.747  | 1,99%      | Rio de Janeiro         | Rio de Janeiro     |
| Glênio Martins             | MDB     | 18.673  | 1,98%      | Rio de Janeiro         | Rio de Janeiro     |
| Mário Tamborindeguy        | ARENA   | 18.177  | 1,93%      | Pelotas                | Rio Grande do Sul  |
| Edésio Nunes               | MDB     | 16.652  | 1,77%      | Rio de Janeiro         | Rio de Janeiro     |
| Edgard de Almeida          | MDB     | 15.454  | 1,64%      | Santo Antônio de Pádua | Rio de Janeiro     |
| Rockfeller de Lima         | ARENA   | 15.357  | 1,63%      | Campos dos Goytacazes  | Rio de Janeiro     |
| Sadi Bogado                | MDB     | 15.146  | 1,61%      | Nova Friburgo          | Rio de Janeiro     |
| José Maria Ribeiro         | MDB     | 14.715  | 1,56%      | Natividade             | Rio de Janeiro     |
| Fontes:                    |         |         |            |                        |                    |

## Deputados estaduais eleitos
Foram eleitos sessenta e dois deputados estaduais para a Assembleia Legislativa do Rio de Janeiro.

Representação eleita
  MDB: 34
  ARENA: 28

Fonteː
| Deputados estaduais eleitos        | Partido | Votação | Percentual | Cidade onde nasceu | Unidade federativa |
| Nilo Campos                        | ARENA   | 14.055  | 1,49%      |                    |                    |
| Paulo Mendes                       | ARENA   | 10.825  | 1,15%      |                    |                    |
| Waldir Rodrigues da Costa          | MDB     | 10.394  | 1,10%      |                    |                    |
| Antônio Alexandre                  | ARENA   | 9.497   | 1,01%      |                    |                    |
| Michel Salim Saad                  | ARENA   | 9.178   | 0,97%      |                    |                    |
| Celso Peçanha Filho                | MDB     | 8.561   | 0,91%      |                    |                    |
| Alberto Torres                     | ARENA   | 8.556   | 0,91%      | Niterói            | Rio de Janeiro     |
| Saramago Pinheiro                  | ARENA   | 8.065   | 0,85%      | Niterói            | Rio de Janeiro     |
| Newton Guerra                      | MDB     | 8.044   | 0,85%      |                    |                    |
| Ordener Pereira Veloso             | ARENA   | 7.848   | 0,83%      |                    |                    |
| José Montes Paixão                 | MDB     | 7.691   | 0,82%      | Rio de Janeiro     | Rio de Janeiro     |
| Álvaro Fernandes da Silva Neto     | MDB     | 7.352   | 0,78%      |                    |                    |
| Paulo Hervê                        | MDB     | 7.195   | 0,76%      |                    |                    |
| Benedito Ursino de Oliveira Bastos | ARENA   | 7.181   | 0,76%      |                    |                    |
| Alberto Dauaire                    | MDB     | 7.078   | 0,75%      |                    |                    |
| Helvécio Abdalla Monassa           | MDB     | 6.816   | 0,72%      |                    |                    |
| José Augusto da Câmara Torres      | ARENA   | 6.727   | 0,71%      |                    |                    |
| Geraldo Di Biase                   | MDB     | 6.674   | 0,71%      | Valença            | Rio de Janeiro     |
| João Esio Caldara                  | MDB     | 6.667   | 0,71%      |                    |                    |
| Raul de Oliveira Rodrigues         | ARENA   | 6.637   | 0,70%      |                    |                    |
| Wilson da Silva Mendes             | MDB     | 6.522   | 0,69%      |                    |                    |
| Álvaro de Almeida                  | MDB     | 6.464   | 0,69%      |                    |                    |
| Flavio Palmier da Veiga            | ARENA   | 6.395   | 0,68%      | Niterói            | Rio de Janeiro     |
| João Kiffer Neto                   | ARENA   | 6.311   | 0,67%      |                    |                    |
| José Antônio Saad                  | MDB     | 6.236   | 0,66%      |                    |                    |
| Leonísio Sócrates Batista          | ARENA   | 5.986   | 0,63%      |                    |                    |
| João Batista de Barros             | MDB     | 5.755   | 0,61%      |                    |                    |
| Iltamir Honório Abreu              | MDB     | 5.694   | 0,60%      |                    |                    |
| João Jorge Smolka                  | MDB     | 5.669   | 0,60%      |                    |                    |
| Eurico Guimarães Neves             | MDB     | 5.591   | 0,59%      |                    |                    |
| José Kezen                         | MDB     | 5.561   | 0,59%      |                    |                    |
| Nicanor Abreu Campanário           | MDB     | 5.554   | 0,59%      |                    |                    |
| José Augusto Pereira das Neves     | MDB     | 5.532   | 0,59%      |                    |                    |
| João Batista da Silva              | ARENA   | 5.508   | 0,58%      |                    |                    |
| Benjamin Idpo                      | MDB     | 5.492   | 0,58%      |                    |                    |
| Darcílio Ayres                     | MDB     | 5.468   | 0,58%      | Nova Iguaçu        | Rio de Janeiro     |
| Geraldo Tavares André              | ARENA   | 5.445   | 0,58%      |                    |                    |
| Calixto Nami Kalil                 | MDB     | 5.419   | 0,57%      |                    |                    |
| Zoelzer Poubel Vidaurre            | MDB     | 5.338   | 0,57%      |                    |                    |
| Paulo do Couto e Pfeil             | ARENA   | 5.327   | 0,56%      |                    |                    |
| Márcio Macedo                      | MDB     | 5.232   | 0,55%      | Três Rios          | Rio de Janeiro     |
| Otávio Cabral                      | ARENA   | 5.200   | 0,55%      |                    |                    |
| Zeyr de Souza Porto                | ARENA   | 5.092   | 0,54%      | São Gonçalo        | Rio de Janeiro     |
| Jorge Sessin David                 | ARENA   | 5.081   | 0,54%      |                    |                    |
| Silvério do Espírito Santo         | MDB     | 5.066   | 0,54%      |                    |                    |
| João Rodrigues de Oliveira         | MDB     | 5.057   | 0,54%      |                    |                    |
| Hélio Azevedo Gomes                | MDB     | 5.049   | 0,54%      |                    |                    |
| Ayrton Rachid                      | ARENA   | 4.967   | 0,53%      |                    |                    |
| Artur Dalmasso                     | ARENA   | 4.822   | 0,51%      |                    |                    |
| Júlio Ferreira da Silva            | MDB     | 4.814   | 0,51%      |                    |                    |
| José Carlos Vaz de Miranda         | ARENA   | 4.753   | 0,50%      |                    |                    |
| José Bismarck de Souza             | ARENA   | 4.743   | 0,50%      |                    |                    |
| Messias de Moraes Teixeira         | ARENA   | 4.712   | 0,49%      |                    |                    |
| João Alberto Chaves Ribeiro        | MDB     | 4.693   | 0,49%      |                    |                    |
| Jarbas Lopes                       | MDB     | 4.673   | 0,49%      |                    |                    |
| Sebastião Celito Gouvêa Melo       | MDB     | 4.627   | 0,49%      |                    |                    |
| Ernani Adalberto de Cunto          | MDB     | 4.626   | 0,49%      |                    |                    |
| Ênio Pereira da Costa              | MDB     | 4.575   | 0,48%      |                    |                    |
| José Miguel Olímpio Simões         | ARENA   | 4.568   | 0,48%      |                    |                    |
| Sebastião Bruno                    | ARENA   | 4.506   | 0,48%      |                    |                    |
| Jamil Abido                        | ARENA   | 4.410   | 0,47%      |                    |                    |
| João Coelho de Almeida             | ARENA   | 4.337   | 0,46%      |                    |                    |
| Fontes:                            |         |         |            |                    |                    |